# Zabugórie
Zabugórie (en rus: Забугорье) és un poble de l'óblast de Vorónej, a Rússia, segons el cens del 2010 tenia 48 habitants.